# Вооружённые силы Уругвая
Вооружённые силы Уругвая (исп. Fuerzas Armadas del Uruguay) — совокупность войск Республики Уругвай, предназначенная для защиты свободы, независимости и территориальной целостности государства. Состоят из трех родов войск:
- сухопутные войска (исп. Ejército Nacional);
- военно-морские силы (исп. Armada Nacional);
- военно-воздушные силы (исп. Fuerza Aerea Uruguaya, FAU).

## История
Формирование вооружённых сил началось с момента провозглашения независимости страны 25 августа 1825 года.
В начале XX века вооружённые силы включали в себя армию численностью 3304 человека (четыре батальона пехоты, три полка кавалерии, полк лёгкой артиллерии и батальон крепостной артиллерии) и флот из 4 кораблей (три броненосца и 1 пароход), также имелась полицейская стража численностью 3200 человек и национальная гвардия.
В октябре 1933 года Уругвай подписал пакт Сааведра Ламаса.
Военное сотрудничество c США началось в 1930-е годы и значительно усилилось после окончания Второй мировой войны.
В сентябре 1947 года в Рио-де-Жанейро был подписан Межамериканский договор о взаимной помощи, к которому присоединился Уругвай. В военной школе США в зоне Панамского канала началась подготовка уругвайских военнослужащих.
В 1952 году Уругвай и США заключили двусторонний военный пакт.
В апреле 1972 года президент Х. М. Бордаберри ввёл в стране военное положение и создал военно-полицейские объединённые силы, активно использовавшиеся для борьбы с левоэкстремистским движением «Тупамарос», а позднее и с другими оппозиционными силами. В результате внутриполитического кризиса в феврале 1973 года в экономической и политической жизни страны значительно возросла роль вооружённых сил, сосредоточивших в своих руках реальную власть. В июне 1973 года Бордаберри при поддержке правого крыла вооружённых сил осуществил государственный переворот, издав декреты о роспуске парламента и создании Государственного совета. 
С 1973 года комплектование вооруженных сил в мирное время производится по найму, однако в чрезвычайных ситуациях правительство имеет право объявить мобилизацию и перейти к комплектованию вооруженных сил по призыву. Призывной возраст — 18 лет.
В 1974 году общая численность вооружённых сил составляла 21 тыс. человек (из них 16 тыс. в составе сухопутных войск, 2 тыс. в ВВС и 3 тыс. в ВМФ), к 1976 году - была увеличена до 23 тыс. человек (из них 17 тыс. в составе сухопутных войск, 2 тыс. в ВВС и 4 тыс. в ВМФ).
В 1979 году общая численность армии Уругвая составляла свыше 27 тыс. военнослужащих (ещё около 22 тыс. служили в войсках внутренней охраны и иных военизированных формированиях). Сухопутные силы (более 20 тыс. человек) состояли из четырёх «региональных армий» (территориальные дивизии); трех бронетанковых (35 лёгких танков и нескольких десятков БТР и бронемашин) и шести кавалерийских полков, 13 пехотных и четырёх артиллерийских батальонов; одного дивизиона зенитной артиллерии. Военно-воздушные силы (3 тыс. чел.) насчитывали три эскадрильи, на вооружении которых имелось 30 боевых и 12 транспортных самолётов, а также несколько вертолётов. Военно-морские силы насчитывали более 4 тыс. военнослужащих, на вооружении находилось 1 сторожевой корабль, 3 фрегата, 2 эскортных корабля и 6 патрульных катеров, а также несколько патрульных самолётов и вертолётов.
3 декабря 2008 года Уругвай подписал конвенцию о отказе использования кассетных боеприпасов (вступившую в действие с 1 августа 2010 года).
В мае 2009 года министерство обороны Уругвая упразднило запрет на воинскую службу гомосексуалистов.
В 2015 году общая численность вооружённых сил составляла 24,65 тыс. человек, также имелись военизированные формирования МВД (0,8 тыс. человек). 
- Основу регулярных вооружённых сил составляли сухопутные войска (4 штаба дивизий, девять бригад, артиллерийский полк стратегического резерва и другие части, на вооружении которых имелось 15 основных боевых танков, 18 боевых машин пехоты, 170 бронетранспортёров, 148 бронемашин, 185 артиллерийских систем, 4 РСЗО, 135 миномётов, 15 пусковых установок ПТУР и 69 безоткатных орудий)[11].
- ВВС насчитывали 3 тыс. человек, 15 боевых самолётов, 20 транспортных самолётов, 22 учебных и вспомогательных самолёта, а также два разведывательных и 10 транспортных вертолётов[11].
- ВМС насчитывали 5,4 тыс. человек, 2 фрегата, 3 тральщика, 40 катеров и вспомогательные суда, а также части морской пехоты, береговой охраны и подразделение морской авиации[11].

Личный состав вооружённых сил Уругвая принимает участие в миротворческих операциях ООН (потери Уругвая во всех операциях ООН с участием страны составили 34 человека погибшими).

## Современное состояние

### Общие сведения
| Вооружённые силы Уругвая                                        | Вооружённые силы Уругвая                                                            |
| --------------------------------------------------------------- | ----------------------------------------------------------------------------------- |
| Человеческие ресурсы, доступные для воинской службы:            | мужчины в возрасте 16-49: 837,252 женщины в возрасте 16-49: 824,096 (2008 оценочно) |
| Человеческие ресурсы, пригодные для воинской службы:            | мужчины в возрасте 16-49: 703,955 женщины в возрасте 16-49: 690,296 (2008 оценочно) |
| Человеческие ресурсы, ежегодно достигающие призывного возраста: | мужчины: 27,082 женщины: 26,075 (2008 оценочно)                                     |
| Военные расходы — процент от ВВП:                               | 1,6 % (2006)                                                                        |

### Сухопутные войска
Сухопутные войска Уругвая имеют в своём составе следующие рода войск:
- Пехота (исп. Infantería)
- Кавалерия (исп. Caballería)
- Артиллерия (исп. Artillería); включая Церемониальный артиллерийский полк «Святая Барбара» (исп. Regimiento de Artillería Simbólico «Santa Bárbara»)
- Инженерные войска (исп. Ingenieros); включая Церемониальный инженерный батальон «20 декабря» (исп. Batallón Simbólico de Ingenieros «20 de Diciembre»)
- Войска связи (исп. Comunicaciones); включая Церемониальный батальон связи (исп. Batallón Simbólico de Comunicaciones)